# Корзано (Салерно)
Корзано је насеље у Италији у округу Салерно, региону Кампанија.
Према процени из 2011. у насељу је живело 117 становника. Насеље се налази на надморској висини од 389 м.